# Aitwar

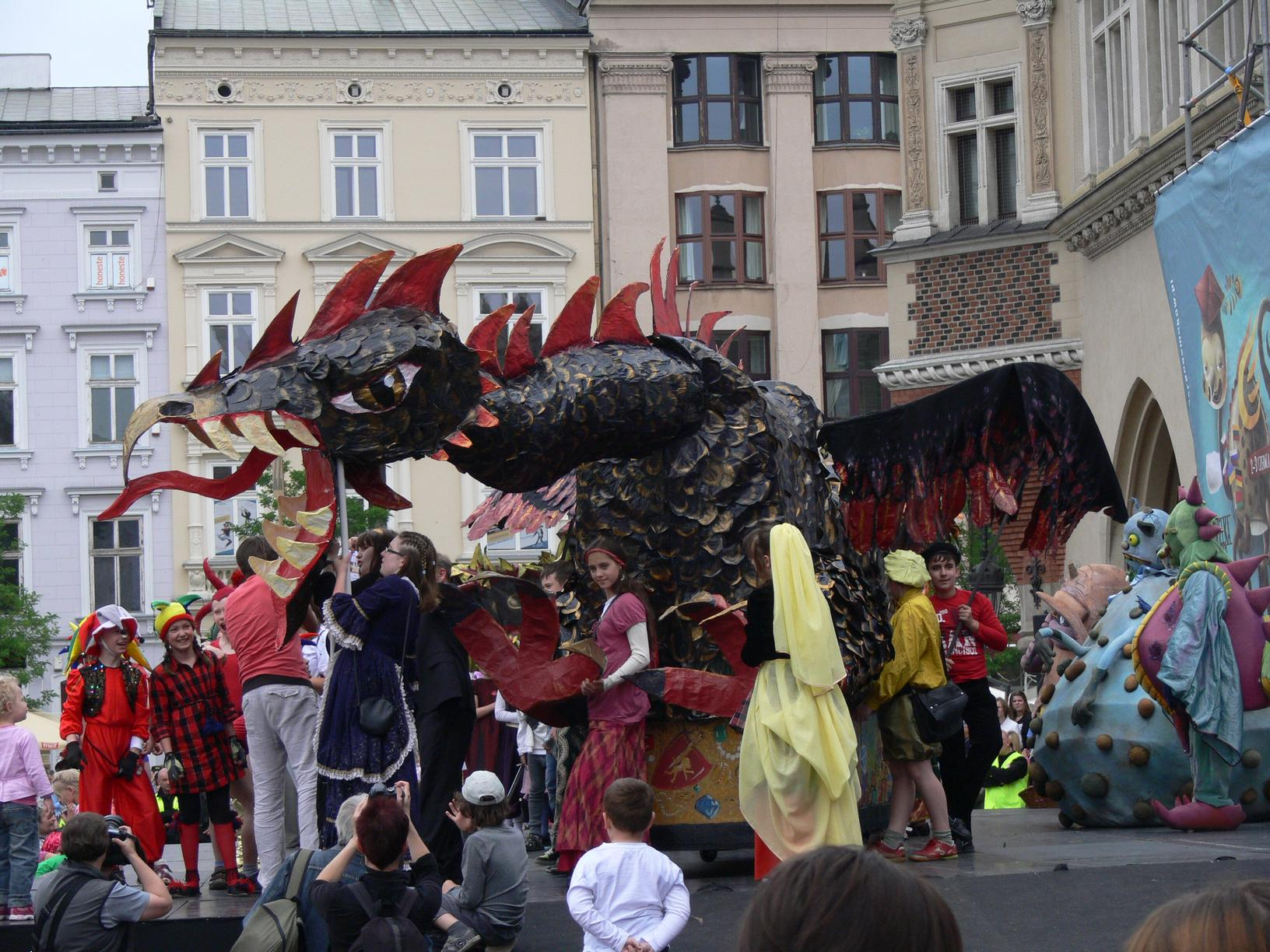
Latawiec Aitwar na paradzie w Krakowie, 2012

Aitwar – w wierzeniach słowiańskich duch domowy, sprowadzający do domu różne podarunki. Jest to postać wywodząca się z litewskich legend, przypominająca sporego węża ze skrzydłami, z głową ptaka i rozłożystym ogonem.
Na cześć smoka nazwano polską Fundację Lokalnego Wsparcia Kultury AITWAR.

## Wierzenia
Aitwar mieszkał w specjalnie przygotowanej dla niego beczce lub za piecem. Nocą niepostrzeżony wylatywał z domu przez komin. Krążył nad wsią, świecąc słabym światłem. Wybierał gospodarstwo, do którego zakradał się bezszelestnie i kradł, nie zwracając uwagi na to, co zabiera. Znikały przez niego zboże, pieniądze, ale także meble, siano czy ziemniaki. Kiedy wracał, dyszał ciężko, a z jego ogona sypały się skry. O Aitwara należało jednak dbać, ponieważ zaniedbany wpadał w gniew i zmieniał wszystkie łupy w kał lub, według innych źródeł, wszystko znikało.
Legenda ta stanowi naturalne wytłumaczenie zjawiska spadającej gwiazdy. Mówiło się, że widząc spadającą gwiazdę należy się przeżegnać. To oraz fakt, że mit ten ściśle wiąże się z posiadaniem komina, każe sugerować, że jest to legenda powstała już w średniowieczu.
W dzisiejszych czasach istnieje na Litwie zwyczaj, aby widząc spadającą gwiazdę powiedzieć: "O, Aitwar przyleciał!", co przynosi szczęście.